# Japonia na Zimowych Igrzyskach Olimpijskich 2022
Japonię na Zimowych Igrzyskach Olimpijskich 2022 reprezentowało 124 zawodników: 49 mężczyzn i 75 kobiet. Był to dwudziesty drugi start reprezentacji Japonii na zimowych igrzyskach olimpijskich.

## Statystyki według dyscyplin
| Lp.     | Dyscyplina            | Mężczyźni | Kobiety | Łącznie |
| ------- | --------------------- | --------- | ------- | ------- |
| 1.      | Biathlon              | 2         | 4       | 6       |
| 2.      | Biegi narciarskie     | 4         | 4       | 8       |
| 3.      | Curling               |           | 5       | 5       |
| 4.      | Hokej na lodzie       | 2         | 23      | 23      |
| 5.      | Kombinacja norweska   | 5         | 0       | 5       |
| 6.      | Łyżwiarstwo figurowe  | 5         | 5       | 10      |
| 7.      | Łyżwiarstwo szybkie   | 7         | 8       | 15      |
| 8.      | Narciarstwo alpejskie | 1         | 2       | 3       |
| 9.      | Narciarstwo dowolne   | 6         | 6       | 12      |
| 10.     | Saneczkarstwo         | 1         | 0       | 1       |
| 11.     | Short track           | 4         | 3       | 7       |
| 12.     | Skoki narciarskie     | 5         | 4       | 9       |
| 13.     | Snowboarding          | 9         | 11      | 20      |
| Łącznie | Łącznie               | 49        | 75      | 124     |

## Zdobyte medale
| Medal  | Zawodnik | Dyscyplina           | Konkurencja                 | Data      |
| ------ | --- | -------------------- | --------------------------- | --------- |
| Złoto  | Ryōyū Kobayashi | Skoki narciarskie    | skocznia normalna mężczyźni | 6 lutego  |
| Złoto  | Ayumu Hirano | Snowboarding         | halfpipe mężczyzn           | 11 lutego |
| Złoto  | Miho Takagi | Łyżwiarstwo szybkie  | bieg na 1000 m kobiet       | 17 lutego |
| Srebro | Miho Takagi | Łyżwiarstwo szybkie  | bieg na 1500 m kobiet       | 7 lutego  |
| Srebro | Yuma Kagiyama | Łyżwiarstwo figurowe | soliści                     | 10 lutego |
| Srebro | Ryōyū Kobayashi | Skoki narciarskie    | skocznia duża mężczyźni     | 12 lutego |
| Srebro | Miho Takagi | Łyżwiarstwo szybkie  | bieg na 500 m kobiet        | 13 lutego |
| Srebro | Ayano Satō, Miho Takagi, Nana Takagi                                                                                     | Łyżwiarstwo szybkie  | bieg drużynowy kobiet       | 15 lutego |
| Srebro | Satsuki Fujisawa, Chinami Yoshida, Yūmi Suzuki, Yurika Yoshida, Kotomi Ishizaki                                          | Curling              | turniej kobiet              | 20 lutego |
| Brąz   | Ikuma Horishima | Narciarstwo dowolne  | jazda po muldach mężczyzn   | 5 lutego  |
| Brąz   | Shōma Uno, Yuma Kagiyama, Wakaba Higuchi, Kaori Sakamoto, Riku Miura, Ryuichi Kihara, Misato Komatsubara, Timothy Koleto | Łyżwiarstwo figurowe | drużynowo                   | 7 lutego  |
| Brąz   | Shōma Uno | Łyżwiarstwo figurowe | soliści                     | 10 lutego |
| Brąz   | Sena Tomita | Snowboarding         | halfpipe kobiet             | 10 lutego |
| Brąz   | Wataru Morishige | Łyżwiarstwo szybkie  | bieg na 500 m mężczyzn      | 12 lutego |
| Brąz   | Kokomo Murase | Snowboarding         | big air kobiet              | 15 lutego |
| Brąz   | Akito Watabe | Kombinacja norweska  | skocznia duża/10 km         | 15 lutego |
| Brąz   | Yoshito Watabe, Hideaki Nagai, Akito Watabe, Ryōta Yamamoto                                                              | Kombinacja norweska  | drużynowo                   | 17 lutego |
| Brąz   | Kaori Sakamoto | Łyżwiarstwo figurowe | solistki                    | 17 lutego |

## Skład kadry

### Biathlon
| Zawodnik                                                   | Konkurencja             | Czas    | Kary        | Pozycja | Źródło |
| ---------------------------------------------------------- | ----------------------- | ------- | ----------- | ------- | ------ |
| Tsukasa Kobonoki                                           | Sprint mężczyzn         | 26:17,8 | 1 (0+1)     | 41.     | [ 1 ]  |
| Kosuke Ozaki                                               | Sprint mężczyzn         | 26:24,1 | 0           | 44.     | [ 1 ]  |
| Tsukasa Kobonoki                                           | Bieg pościgowy mężczyzn | 46:16,0 | 5 (1+1+2+1) | 46.     | [ 2 ]  |
| Kosuke Ozaki                                               | Bieg pościgowy mężczyzn | 46:56,6 | 4 (0+2+0+2) | 51.     | [ 2 ]  |
| Tsukasa Kobonoki                                           | Bieg indywidualny       | 54:16,6 | 3 (1+0+1+1) | 44.     | [ 3 ]  |
| Kosuke Ozaki                                               | Bieg indywidualny       | 58:37,9 | 6 (1+0+4+1) | 82.     | [ 3 ]  |
| Fuyuko Tachizaki                                           | Sprint kobiet           | 23:10,8 | 1 (0+1)     | 39.     | [ 4 ]  |
| Sari Maeda                                                 | Sprint kobiet           | 23:58,9 | 3 (1+2)     | 67.     | [ 4 ]  |
| Yurie Tanaka                                               | Sprint kobiet           | 24:21,5 | 1 (0+1)     | 74.     | [ 4 ]  |
| Asuka Hachisuka                                            | Sprint kobiet           | 26:06,7 | 4 (4+0)     | 87.     | [ 4 ]  |
| Fuyuko Tachizaki                                           | bieg pościgowy kobiet   | 40:27,8 | 3 (0+1+1+1) | 42.     | [ 5 ]  |
| Fuyuko Tachizaki                                           | Bieg indywidualny       | 48:17,5 | 3 (1+1+0+1) | 27.     | [ 6 ]  |
| Asuka Hachisuka                                            | Bieg indywidualny       | 51:58,0 | 4 (0+1+0+3) | 65.     | [ 6 ]  |
| Yurie Tanaka                                               | Bieg indywidualny       | 52:26,3 | 4 (2+1+0+1) | 71.     | [ 6 ]  |
| Sari Maeda                                                 | Bieg indywidualny       | 52:45,0 | 7 (2+1+0+4) | 74.     | [ 6 ]  |
| Fuyuko Tachizaki Sari Maeda Asuka Hachisuka Yurie Tanaka   | Sztafeta 4 × 6 km       | LAP     | LAP         | 17.     | [ 7 ]  |
| Fuyuko Tachizaki Sari Maeda Tsukasa Kobonokir Kosuke Ozaki | sztafeta mieszana       | LAP     | LAP         | 18.     | [ 8 ]  |

### Biegi narciarskie
Mężczyźni
| Zawodnik                                                 | Konkurencja        | Eliminacje | Eliminacje | Ćwierćfinał | Ćwierćfinał | Półfinał | Półfinał | Finał     | Finał   | Źródło        |
| Zawodnik                                                 | Konkurencja        | czas       | Pozycja    | czas        | Pozycja     | czas     | Pozycja  | czas      | Pozycja | Źródło        |
| -------------------------------------------------------- | ------------------ | ---------- | ---------- | ----------- | ----------- | -------- | -------- | --------- | ------- | ------------- |
| Ryo Hirose                                               | Bieg na 15 km      | N/A        | N/A        | N/A         | N/A         | N/A      | N/A      | 41:30,5   | 45.     | [ 9 ]         |
| Hiroyuki Miyazawa                                        | Bieg na 15 km      | N/A        | N/A        | N/A         | N/A         | N/A      | N/A      | 43:47,5   | 67.     | [ 9 ]         |
| Naoto Baba                                               | Bieg na 30 km      | N/A        | N/A        | N/A         | N/A         | N/A      | N/A      | 1:24:43,9 | 35.     | [ 10 ]        |
| Ryo Hirose                                               | Bieg na 30 km      | N/A        | N/A        | N/A         | N/A         | N/A      | N/A      | 1:25:17,7 | 41.     | [ 10 ]        |
| Haruki Yamashita                                         | Bieg na 30 km      | N/A        | N/A        | N/A         | N/A         | N/A      | N/A      | LPD       | 53.     | [ 10 ]        |
| Naoto Baba                                               | Bieg na 50 km      | N/A        | N/A        | N/A         | N/A         | N/A      | N/A      | 1:14:52,7 | 24.     | [ 11 ]        |
| Hiroyuki Miyazawa                                        | Sprint             | 2:54,64    | 32.        | NQ          | NQ          | NQ       | NQ       | NQ        | 32.     | [ 12 ] [ 13 ] |
| Haruki Yamashita                                         | Sprint             | 3:02,60    | 57.        | NQ          | NQ          | NQ       | NQ       | NQ        | 57.     | [ 12 ] [ 13 ] |
| Ryo Hirose Hiroyuki Miyazawa Naoto Baba Haruki Yamashita | Sztafeta 4 × 10 km | N/A        | N/A        | N/A         | N/A         | N/A      | N/A      | 2:03:01,5 | 10.     | [ 14 ]        |

Kobiety
| Zawodnik                                                 | Konkurencja       | Eliminacje | Eliminacje | Ćwierćfinał | Ćwierćfinał | Półfinał | Półfinał | Finał     | Finał   | Źródło |
| Zawodnik                                                 | Konkurencja       | czas       | Pozycja    | czas        | Pozycja     | czas     | Pozycja  | czas      | Pozycja | Źródło |
| -------------------------------------------------------- | ----------------- | ---------- | ---------- | ----------- | ----------- | -------- | -------- | --------- | ------- | ------ |
| Masako Ishida                                            | Bieg na 10 km     | N/A        | N/A        | N/A         | N/A         | N/A      | N/A      | 30:50,6   | 27.     | [ 15 ] |
| Masae Tsuchiya                                           | Bieg na 10 km     | N/A        | N/A        | N/A         | N/A         | N/A      | N/A      | 31:41,5   | 46.     | [ 15 ] |
| Chika Kobayashi                                          | Bieg na 10 km     | N/A        | N/A        | N/A         | N/A         | N/A      | N/A      | 32:10,0   | 54.     | [ 15 ] |
| Masako Ishida                                            | Bieg na 15 km     | N/A        | N/A        | N/A         | N/A         | N/A      | N/A      | 48:44,7   | 27.     | [ 16 ] |
| Masae Tsuchiya                                           | Bieg na 15 km     | N/A        | N/A        | N/A         | N/A         | N/A      | N/A      | 49:13,6   | 35.     | [ 16 ] |
| Chika Kobayashi                                          | Bieg na 15 km     | N/A        | N/A        | N/A         | N/A         | N/A      | N/A      | 50:55,4   | 50.     | [ 16 ] |
| Miki Kodama                                              | Bieg na 15 km     | N/A        | N/A        | N/A         | N/A         | N/A      | N/A      | 51:48,3   | 52.     | [ 16 ] |
| Masako Ishida                                            | Bieg na 30 km     | N/A        | N/A        | N/A         | N/A         | N/A      | N/A      | 1:32:06,3 | 26.     | [ 17 ] |
| Masae Tsuchiya                                           | Bieg na 30 km     | N/A        | N/A        | N/A         | N/A         | N/A      | N/A      | 1:34:47,6 | 36.     | [ 17 ] |
| Miki Kodama                                              | Bieg na 30 km     | N/A        | N/A        | N/A         | N/A         | N/A      | N/A      | 1:39:53,8 | 50.     | [ 17 ] |
| Chika Kobayashi                                          | Bieg na 30 km     | N/A        | N/A        | N/A         | N/A         | N/A      | N/A      | 1:43:33,1 | 55.     | [ 17 ] |
| Masako Ishida Masae Tsuchiya Chika Kobayashi Miki Kodama | Sztafeta 4 × 5 km | N/A        | N/A        | N/A         | N/A         | N/A      | N/A      | 58:40,6   | 11.     | [ 18 ] |

### Curling
| Drużyna                                                                     | Konkurencja    | Faza grupowa     | Faza grupowa     | Faza grupowa     | Faza grupowa                       | Faza grupowa     | Faza grupowa            | Faza grupowa           | Faza grupowa             | Faza grupowa     | Faza grupowa | Półfinały        | Finał/3. miejsce       | Pozycja | Źródło |
| Drużyna                                                                     | Konkurencja    | Przeciwnik Wynik | Przeciwnik Wynik | Przeciwnik Wynik | Przeciwnik Wynik                   | Przeciwnik Wynik | Przeciwnik Wynik        | Przeciwnik Wynik       | Przeciwnik Wynik         | Przeciwnik Wynik | Pozycja      | Przeciwnik Wynik | Przeciwnik Wynik       | Pozycja | Źródło |
| --------------------------------------------------------------------------- | -------------- | ---------------- | ---------------- | ---------------- | ---------------------------------- | ---------------- | ----------------------- | ---------------------- | ------------------------ | ---------------- | ------------ | ---------------- | ---------------------- | ------- | ------ |
| Satsuki Fujisawa Chinami Yoshida Yūmi Suzuki Yurika Yoshida Kotomi Ishizaki | Turniej kobiet | Szwecja · 5:8    | Kanada · 8:5     | Dania · 8:7      | Rosyjski Komitet Olimpijski · 10:5 | Chiny · 10:2     | Korea Południowa · 5:10 | Wielka Brytania · 4:10 | Stany Zjednoczone · 10:7 | Szwajcaria · 4:8 | 4.           | Szwajcaria · 8:6 | Wielka Brytania · 3:10 | srebro  | [ 19 ] |

### Hokej na lodzie
Turniej kobiet
Reprezentacja kobiet
| - Nana Fujimoto - Akane Konishi - Miyuu Masuhara - Akane Hosoyamada - Yukiko Kawashima - Shiori Koike - Aoi Shiga - Sena Suzuki - Ayaka Toko - Shiori Yamashita - Moeko Fujimoto - Remi Koyama |  | - Hanae Kubo - Mei Miura - Chiho Osawa - Chika Otaki - Akane Shiga - Miho Shishiuchi - Suzuka Taka - Haruka Toko - Rui Ukita - Hikaru Yamashita - Haruna Yoneyama |

| Drużyna | Konkurencja | Faza grupowa     | Faza grupowa     | Faza grupowa     | Faza grupowa     | Faza grupowa | Ćwierćfinały     | Półfinały        | Finał            | Pozycja | Źródło        |
| Drużyna | Konkurencja | Przeciwnik Wynik | Przeciwnik Wynik | Przeciwnik Wynik | Przeciwnik Wynik | Pozycja      | Przeciwnik Wynik | Przeciwnik Wynik | Przeciwnik Wynik | Pozycja | Źródło        |
| ------- | ----------- | ---------------- | ---------------- | ---------------- | ---------------- | ------------ | ---------------- | ---------------- | ---------------- | ------- | ------------- |
| Japonia | kobiety     | Szwecja 3:1      | Dania 6:2        | Chiny 1:2 (PK)   | Czechy 3:2 (PK)  | 1.           | Finlandia 1:7    | NQ               | NQ               | 6.      | [ 20 ] [ 21 ] |

### Kombinacja norweska
| Zawodnik                                                 | Konkurencja             | Skoki narciarskie       | Skoki narciarskie       | Skoki narciarskie | Skoki narciarskie | Bieg narciarski                 | Bieg narciarski | Bieg narciarski | Strata   | Pozycja | Źródło        |
| Zawodnik                                                 | Konkurencja             | Odległość               | Nota                    | Pozycja           | Strata czasowa    | Czas biegu                      | Pozycja         | Czas łączny     | Strata   | Pozycja | Źródło        |
| -------------------------------------------------------- | ----------------------- | ----------------------- | ----------------------- | ----------------- | ----------------- | ------------------------------- | --------------- | --------------- | -------- | ------- | ------------- |
| Ryōta Yamamoto                                           | skocznia normalna/10 km | 108,0                   | 133,0                   | 1.                | –                 | 26:54,3                         | 34.             | 26:54,3         | + 1:46,6 | 14.     | [ 22 ] [ 23 ] |
| Sora Yachi                                               | skocznia normalna/10 km | 103,5                   | 116,9                   | 5.                | + 1:04            | 27:34,6                         | 40.             | 28:38,6         | + 3:30,9 | 30.     | [ 22 ] [ 23 ] |
| Akito Watabe                                             | skocznia normalna/10 km | 98,0                    | 114,1                   | 9.                | + 1:16            | 24:24,1                         | 4.              | 25:40,1         | + 32,4   | 7.      | [ 22 ] [ 23 ] |
| Yoshito Watabe                                           | skocznia normalna/10 km | 97,5                    | 110,8                   | 13.               | + 1:29            | 25:25,2                         | 23.             | 26:54,2         | + 1:46,5 | 13.     | [ 22 ] [ 23 ] |
| Ryōta Yamamoto                                           | skocznia duża/10 km     | 140,0                   | 128,7                   | 2.                | + 0:44            | 27:44,1                         | 34.             | 28:28,1         | + 1:48,8 | 12.     | [ 24 ]        |
| Akito Watabe                                             | skocznia duża/10 km     | 135,0                   | 126,4                   | 5.                | + 0:54            | 26:19,9                         | 10.             | 27:13,9         | + 0,6    | brąz    | [ 24 ]        |
| Yoshito Watabe                                           | skocznia duża/10 km     | 118,0                   | 94,4                    | 27.               | + 3:02            | 27:08,7                         | 22.             | 30:10,7         | + 2:57,4 | 25.     | [ 24 ]        |
| Hideaki Nagai                                            | skocznia duża/10 km     | 117,0                   | 83,7                    | 32.               | + 3:44            | 27:28,9                         | 28.             | 31:12,9         | + 3:59,6 | 31.     | [ 24 ]        |
| Akito Watabe Yoshito Watabe Hideaki Nagai Ryōta Yamamoto | Drużynowo               | 125,0 133,5 128,5 135,0 | 109,1 124,5 111,6 121,4 | 4.                | + 0:12            | 12:26,6 12:44,0 12:41,8 13:35,9 | 4.              | 51:40,3         | + 55,2   | brąz    | [ 25 ]        |

### Łyżwiarstwo figurowe
| Zawodnik                          | Konkurencja   | Program krótki | Program krótki | Program dowolny | Program dowolny | Łączna nota | Pozycja | Źródło |
| Zawodnik                          | Konkurencja   | Nota           | Pozycja        | Nota            | Pozycja         | Łączna nota | Pozycja | Źródło |
| --------------------------------- | ------------- | -------------- | -------------- | --------------- | --------------- | ----------- | ------- | ------ |
| Kaori Sakamoto                    | solistki      | 79,84          | 3.             | 153,29          | 3.              | 233,13      | brąz    | [ 26 ] |
| Wakaba Higuchi                    | solistki      | 73,51          | 5.             | 140,93          | 6.              | 214,44      | 5.      | [ 26 ] |
| Mana Kawabe                       | solistki      | 62,69          | 15.            | 104,04          | 23.             | 166,73      | 23.     | [ 26 ] |
| Yuma Kagiyama                     | soliści       | 108,12         | 2.             | 201,93          | 2.              | 310,05      | srebro  | [ 27 ] |
| Shōma Uno                         | soliści       | 105,90         | 3.             | 187,10          | 5.              | 293,00      | brąz    | [ 27 ] |
| Yuzuru Hanyū                      | soliści       | 95,15          | 8.             | 188,06          | 3.              | 283,21      | 4.      | [ 27 ] |
| Riku Miura Ryuichi Kihara         | pary sportowe | 70,85          | 8.             | 141,04          | 5.              | 211,89      | 7.      | [ 28 ] |
| Misato Komatsubara Timothy Koleto | Pary taneczne | 65,41          | 22.            | NQ              | NQ              | 65,41       | 22.     | [ 29 ] |

Drużynowo
| Konkurencja      | Zawodnik | Soliści        | Soliści         | Solistki      | Solistki       | Pary sportowe | Pary sportowe  | Pary taneczne | Pary taneczne | Wynik  | Wynik   | Źródło |
| Konkurencja      | Zawodnik | SP             | FS              | SP            | FS             | SP            | FS             | SD            | FD            | Punkty | Miejsce |        |
| ---------------- | --- | -------------- | --------------- | ------------- | -------------- | ------------- | -------------- | ------------- | ------------- | ------ | ------- | ------ |
| Zawody drużynowe | Shōma Uno Yuma Kagiyama Wakaba Higuchi Kaori Sakamoto Riku Miura / Ryuichi Kihara Misato Komatsubara / Timothy Koleto | 105,46 (9 pkt) | 208,94 (10 pkt) | 74,73 (9 pkt) | 148,66 (9 pkt) | 74,45 (7 pkt) | 139,60 (9 pkt) | 66,54 (4 pkt) | 98,66 (6 pkt) | 63     | brąz    | [ 30 ] |

### Łyżwiarstwo szybkie
| Zawodnik         | Konkurencja       | Czas     | Miejsce | Źródło |
| ---------------- | ----------------- | -------- | ------- | ------ |
| Wataru Morishige | 500 m mężczyzn    | 34,50    | brąz    | [ 31 ] |
| Yuma Murakami    | 500 m mężczyzn    | 34,57    | 8.      | [ 31 ] |
| Tatsuya Shinhama | 500 m mężczyzn    | 35,12    | 20.     | [ 31 ] |
| Wataru Morishige | 1000 m mężczyzn   | 1:09,47  | 16.     | [ 32 ] |
| Ryōta Kojima     | 1000 m mężczyzn   | 1:09,97  | 20.     | [ 32 ] |
| Tatsuya Shinhama | 1000 m mężczyzn   | 1:10,00  | 21.     | [ 32 ] |
| Seitaro Ichinohe | 1500 m mężczyzn   | 1:45,53  | 10.     | [ 33 ] |
| Takuro Oda       | 1500 m mężczyzn   | 1:46,60  | 17.     | [ 33 ] |
| Seitaro Ichinohe | 5000 m mężczyzn   | 6:19,81  | .       | [ 34 ] |
| Ryōsuke Tsuchiya | 10 000 m mężczyzn | 13:02,49 | 11.     | [ 35 ] |
| Miho Takagi      | 500 m kobiet      | 37,12    | srebro  | [ 36 ] |
| Arisa Gō         | 500 m kobiet      | 37,983   | 15.     | [ 36 ] |
| Nao Kodaira      | 500 m kobiet      | 38,09    | 17.     | [ 36 ] |
| Miho Takagi      | 1000 m kobiet     | 1:13,19  | złoto   | [ 37 ] |
| Nao Kodaira      | 1000 m kobiet     | 1:15,65  | 10.     | [ 37 ] |
| Miho Takagi      | 1500 m kobiet     | 1:53,72  | srebro  | [ 38 ] |
| Ayano Satō       | 1500 m kobiet     | 1:54,92  | 4.      | [ 38 ] |
| Nana Takagi      | 1500 m kobiet     | 1:55,34  | 8.      | [ 38 ] |
| Miho Takagi      | 3000 m kobiet     | 4:01,77  | 6.      | [ 39 ] |
| Ayano Satō       | 3000 m kobiet     | 4:03,40  | 9.      | [ 39 ] |
| Misaki Oshigiri  | 5000 m kobiet     | 7:01,17  | 8.      | [ 40 ] |
| Momoka Horikawa  | 5000 m kobiet     | 7:06,92  | 10.     | [ 40 ] |

| Zawodnik                           | Konkurencja           | Ćwierćfinał | Ćwierćfinał | Półfinał                    | Półfinał | Finał      | Finał           | Pozycja | Źródło               |
| Zawodnik                           | Konkurencja           | Przeciwnik  | Czas        | Przeciwnik                  | Czas     | Przeciwnik | Czas            | Pozycja | Źródło               |
| ---------------------------------- | --------------------- | ----------- | ----------- | --------------------------- | -------- | ---------- | --------------- | ------- | -------------------- |
| Ayano Satō Miho Takagi Nana Takagi | bieg drużynowy kobiet | Chiny       | 2:53,61     | Rosyjski Komitet Olimpijski | 2:58,93  | Kanada     | 3:04,47         | srebro  | [ 42 ] [ 43 ] [ 44 ] |
| Seitaro Ichinohe                   | bieg masowy mężczyzn  | N/A         | N/A         | –                           | 7:58,54  | –          | 7:48,56 (3 pkt) | 8.      | [ 45 ] [ 46 ] [ 47 ] |
| Ryōsuke Tsuchiya                   | bieg masowy mężczyzn  | N/A         | N/A         | –                           | 7:48,43  | –          | 7:58,82 (6 pkt) | 6.      | [ 45 ] [ 46 ] [ 47 ] |
| Ayano Satō                         | bieg masowy kobiet    | N/A         | N/A         | –                           | 8:28,77  | –          | 8:16,94         | 8.      | [ 48 ] [ 49 ] [ 50 ] |
| Nana Takagi                        | bieg masowy kobiet    | N/A         | N/A         | –                           | 9:10,03  | NQ         | NQ              | NQ      | [ 48 ] [ 49 ] [ 50 ] |

### Narciarstwo alpejskie
| Zawodnik          | Konkurencja       | 1 przejazd | 1 przejazd | 2 przejazd | 2 przejazd | Łącznie | Łącznie | Źródło |
| Zawodnik          | Konkurencja       | Czas       | Pozycja    | Czas       | Pozycja    | Czas    | Pozycja | Źródło |
| ----------------- | ----------------- | ---------- | ---------- | ---------- | ---------- | ------- | ------- | ------ |
| Yōhei Koyama      | slalom (m)        | DNF        | DNF        | DNF        | DNF        | DNF     | DNF     | [ 51 ] |
| Asa Andō          | slalom gigant (k) | 1:01,43    | 29.        | 59,56      | 23.        | 2:00,99 | 24.     | [ 52 ] |
| Sakurako Mukōgawa | slalom gigant (k) | 1:03,39    | 36.        | 1:03,38    | 33.        | 2:06,77 | 31.     | [ 52 ] |
| Sakurako Mukōgawa | slalom (k)        | 56,09      | 36.        | 56,64      | 37.        | 1:52,73 | 35.     | [ 53 ] |
| Asa Andō          | slalom (k)        | DNF        | DNF        | DNF        | DNF        | DNF     | DNF     | [ 53 ] |

### Narciarstwo dowolne
Jazda po muldach
| Zawodnicy        | Konkurencja               | Kwalifikacje | Kwalifikacje | Kwalifikacje | Kwalifikacje | Kwalifikacje | Kwalifikacje | Finał      | Finał      | Finał      | Finał      | Finał      | Finał      | Finał      | Finał      | Finał      | Źródło        |
| Zawodnicy        | Konkurencja               | Przejazd 1   | Przejazd 1   | Przejazd 1   | Przejazd 2   | Przejazd 2   | Przejazd 2   | Przejazd 1 | Przejazd 1 | Przejazd 1 | Przejazd 2 | Przejazd 2 | Przejazd 2 | Przejazd 3 | Przejazd 3 | Przejazd 3 | Źródło        |
| Zawodnicy        | Konkurencja               | Czas         | Punkty       | Miejsce      | Czas         | Punkty       | Miejsce      | Czas       | Punkty     | Miejsce    | Czas       | Punkty     | Miejsce    | Czas       | Punkty     | Miejsce    | Źródło        |
| ---------------- | ------------------------- | ------------ | ------------ | ------------ | ------------ | ------------ | ------------ | ---------- | ---------- | ---------- | ---------- | ---------- | ---------- | ---------- | ---------- | ---------- | ------------- |
| Kosuke Sugimoto  | jazda po muldach mężczyzn | 25,00        | 76,26        | 6.           | N/A          | N/A          | N/A          | 24,41      | 79,01      | 2.         | 25,13      | 75,73      | 9.         | NQ         | NQ         | 9.         | [ 54 ] [ 55 ] |
| Daichi Hara      | jazda po muldach mężczyzn | 25,23        | 76,11        | 8.           | N/A          | N/A          | N/A          | 24,27      | 78,59      | 3.         | 24,40      | 76,82      | 7.         | NQ         | NQ         | 7.         | [ 54 ] [ 55 ] |
| Ikuma Horishima  | jazda po muldach mężczyzn | 25,38        | 74,40        | 16.          | 25,75        | 76,19        | 5.           | 25,20      | 77,91      | 5.         | 25,47      | 79,58      | 3.         | 23,86      | 81,48      | brąz       | [ 54 ] [ 55 ] |
| So Matsuda       | jazda po muldach mężczyzn | 25,71        | 73,35        | 18.          | 25,75        | 69,04        | 13.          | NQ         | NQ         | NQ         | NQ         | NQ         | NQ         | NQ         | NQ         | 23.        | [ 54 ] [ 55 ] |
| Anri Kawamura    | jazda po muldach kobiet   | 28,33        | 76,36        | 5.           | N/A          | N/A          | N/A          | 27,90      | 80,72      | 2.         | 28,37      | 78,84      | 3.         | 28,00      | 77,12      | 5.         | [ 56 ] [ 57 ] |
| Junko Hoshino    | jazda po muldach kobiet   | 28,53        | 75,38        | 6.           | N/A          | N/A          | N/A          | 28,73      | 73,19      | 13.        | NQ         | NQ         | NQ         | NQ         | NQ         | 13.        | [ 56 ] [ 57 ] |
| Kisara Sumiyoshi | jazda po muldach kobiet   | 30,25        | 68,14        | 15.          | 28,50        | 72,58        | 2.           | 28,71      | 71,52      | 15.        | NQ         | NQ         | NQ         | NQ         | NQ         | 15.        | [ 56 ] [ 57 ] |
| Hinako Tomitaka  | jazda po muldach kobiet   | 30,01        | 65,08        | 18.          | 29,57        | 71,93        | 4.           | 29,87      | 69,99      | 19.        | NQ         | NQ         | NQ         | NQ         | NQ         | 19.        | [ 56 ] [ 57 ] |

Slopestyle, Halfpipe
| Zawodnicy    | Konkurencja     | Kwalifikacje | Kwalifikacje | Kwalifikacje | Kwalifikacje | Finał   | Finał   | Finał   | Finał     | Finał   | Źródło        |
| Zawodnicy    | Konkurencja     | Ślizg 1      | Ślizg 2      | Najlepszy    | Miejsce      | Ślizg 1 | Ślizg 2 | Ślizg 3 | Najlepszy | Miejsce | Źródło        |
| ------------ | --------------- | ------------ | ------------ | ------------ | ------------ | ------- | ------- | ------- | --------- | ------- | ------------- |
| Saori Suzuki | halfpipe kobiet | 68,75        | 66,25        | 68,75        | 15.          | NQ      | NQ      | NQ      | NQ        | NQ      | [ 58 ] [ 59 ] |

Skicross
| Zawodnicy      | Konkurencja       | Rozstawienie | Rozstawienie | 1/8 finału | Ćwierćfinał | Półfinał | Finał   | Finał   | Źródło        |
| Zawodnicy      | Konkurencja       | Czas         | Miejsce      | Pozycja    | Pozycja     | Pozycja  | Pozycja | Miejsce | Źródło        |
| -------------- | ----------------- | ------------ | ------------ | ---------- | ----------- | -------- | ------- | ------- | ------------- |
| Ryo Sugai      | skicross mężczyzn | 1:12,29      | 3.           | 3.         | NQ          | NQ       | NQ      | 17.     | [ 60 ] [ 61 ] |
| Satoshi Furuno | skicross mężczyzn | 1:13,46      | 22.          | 4.         | NQ          | NQ       | NQ      | 26.     | [ 60 ] [ 61 ] |

### Saneczkarstwo
| Zawodnik        | Konkurencja | Ślizg 1  | Ślizg 1 | Ślizg 2  | Ślizg 2 | Ślizg 3 | Ślizg 3 | Ślizg 4 | Ślizg 4 | Łącznie  | Pozycja | Źródło |
| Zawodnik        | Konkurencja | Czas     | Pozycja | Czas     | Pozycja | Czas    | Pozycja | Czas    | Pozycja | Łącznie  | Pozycja | Źródło |
| --------------- | ----------- | -------- | ------- | -------- | ------- | ------- | ------- | ------- | ------- | -------- | ------- | ------ |
| Seiya Kobayashi | Jedynki     | 1:00,856 | 31.     | 1:00,919 | 33.     | 59,859  | 30.     | NQ      | NQ      | 3:01,634 | 32.     | [ 62 ] |

### Short track
| Zawodnik                                                   | Konkurencja             | Kwalifikacje | Kwalifikacje | Ćwierćfinał | Ćwierćfinał | Półfinał | Półfinał | Finał    | Finał   | Źródło                      |
| Zawodnik                                                   | Konkurencja             | Czas         | Miejsce      | Czas        | Miejsce     | Czas     | Miejsce  | Czas     | Miejsce | Źródło                      |
| ---------------------------------------------------------- | ----------------------- | ------------ | ------------ | ----------- | ----------- | -------- | -------- | -------- | ------- | --------------------------- |
| Kota Kikuchi                                               | Bieg na 500 metrów (m)  | 42,176       | 3.           | NQ          | NQ          | NQ       | NQ       | NQ       | 22.     | [ 63 ] [ 64 ] [ 65 ] [ 66 ] |
| Katsunori Koike                                            | Bieg na 500 metrów (m)  | 41,199       | 4.           | NQ          | NQ          | NQ       | NQ       | NQ       | 26.     | [ 63 ] [ 64 ] [ 65 ] [ 66 ] |
| Shogo Miyata                                               | Bieg na 1000 metrów (m) | 1:24,367     | 4.           | NQ          | NQ          | NQ       | NQ       | NQ       | 23.     | [ 67 ] [ 68 ]               |
| Kazuki Yoshinaga                                           | Bieg na 1000 metrów (m) | 1:25,574     | 3.ADV        | DSQ         | DSQ         | NQ       | NQ       | NQ       | 16.     | [ 67 ] [ 68 ]               |
| Kota Kikuchi                                               | Bieg na 1500 metrów (m) | 2:15,243     | 3.           |             |             | NQ       | NQ       | NQ       | 22.     | [ 69 ] [ 70 ] [ 71 ]        |
| Kazuki Yoshinaga                                           | Bieg na 1500 metrów (m) | 2:12,450     | 2.           |             |             | 2:14,024 | 3.       | 2:18,585 | 16.     | [ 69 ] [ 70 ] [ 71 ]        |
| Shogo Miyata                                               | Bieg na 1500 metrów (m) | 2:13,799     | 5.           |             |             | NQ       | NQ       | NQ       | 27.     | [ 69 ] [ 70 ] [ 71 ]        |
| Kazuki Yoshinaga Shogo Miyata Kota Kikuchi Katsunori Koike | Sztafeta mężczyzn       |              |              |             |             | 6:51,446 | 3.       | 6:40,545 | 8.      | [ 72 ] [ 73 ]               |
| Sumire Kikuchi                                             | Bieg na 500 metrów (k)  | 42,829       | 3.           | 56,092      | 3.          | NQ       | NQ       | NQ       | 12.     | [ 74 ] [ 75 ] [ 76 ] [ 77 ] |
| Shione Kaminaga                                            | Bieg na 1000 metrów (k) | 1:28,465     | 4.           | NQ          | NQ          | NQ       | NQ       | NQ       | 25.     | [ 78 ] [ 79 ] [ 80 ] [ 81 ] |
| Sumire Kikuchi                                             | Bieg na 1000 metrów (k) | 1:30,154     | 2.           | 1:37,170    | 5.          | NQ       | NQ       | NQ       | 19.     | [ 78 ] [ 79 ] [ 80 ] [ 81 ] |
| Yuki Kikuchi                                               | Bieg na 1000 metrów (k) | 1:28,764     | 4.           | NQ          | NQ          | NQ       | NQ       | NQ       | 27.     | [ 78 ] [ 79 ] [ 80 ] [ 81 ] |
| Sumire Kikuchi                                             | Bieg na 1500 metrów (k) | 2:23,359     | 3.           |             |             |          | 3.ADV    | 2:37,915 | 8.      | [ 82 ] [ 83 ] [ 84 ]        |
| Yuki Kikuchi                                               | Bieg na 1500 metrów (k) | 2:22,192     | 4.           |             |             | NQ       | NQ       | NQ       | 23.     | [ 82 ] [ 83 ] [ 84 ]        |
| Shione Kaminaga                                            | Bieg na 1500 metrów (k) | 2:22,261     | 5.           |             |             | NQ       | NQ       | NQ       | 27.     | [ 82 ] [ 83 ] [ 84 ]        |
| Yuki Kikuchi Sumire Kikuchi Kazuki Yoshinaga Kota Kikuchi  | Sztafeta mieszana       |              |              | 2:39,112    | 4.          | NQ       | NQ       | NQ       | 10.     | [ 85 ] [ 86 ] [ 87 ]        |

### Skoki narciarskie
Mężczyźni
| Konkurencja                                                   | Skoczek                   | Kwalifikacje | Kwalifikacje | Kwalifikacje | Skok 1                  | Skok 1                 | Skok 2                  | Skok 2                 | Nota  | Pozycja | Źródło        |
| Konkurencja                                                   | Skoczek                   | Odległość    | Nota         | Miejsce      | Odległość               | Nota                   | Odległość               | Nota                   | Nota  | Pozycja | Źródło        |
| ------------------------------------------------------------- | ------------------------- | ------------ | ------------ | ------------ | ----------------------- | ---------------------- | ----------------------- | ---------------------- | ----- | ------- | ------------- |
| Ryōyū Kobayashi                                               | Skocznia normalna         | 99,0         | 111,4        | 4.           | 104,5                   | 145,4                  | 99,5                    | 129,6                  | 275,0 | złoto   | [ 88 ] [ 89 ] |
| Yukiya Satō                                                   | Skocznia normalna         | 100,0        | 103,6        | 10.          | 95,0                    | 118,1                  | NQ                      | NQ                     | 118,1 | 32.     | [ 88 ] [ 89 ] |
| Junshirō Kobayashi                                            | Skocznia normalna         | 93,0         | 88,2         | 26.          | 97,5                    | 123,0                  | 92,5                    | 111,0                  | 234,0 | 27.     | [ 88 ] [ 89 ] |
| Naoki Nakamura                                                | Skocznia normalna         | 86,5         | 81,4         | 29.          | 93,5                    | 114,5                  | NQ                      | NQ                     | 114,5 | 38.     | [ 88 ] [ 89 ] |
| Ryōyū Kobayashi                                               | Skocznia duża             | 128,0        | 121,3        | 9.           | 142,0                   | 147,0                  | 138,0                   | 145,8                  | 292,8 | srebro  | [ 90 ] [ 91 ] |
| Yukiya Satō                                                   | Skocznia duża             | 126,0        | 111,7        | 23.          | 133,0                   | 128,4                  | 134,5                   | 132,2                  | 260,6 | 15.     | [ 90 ] [ 91 ] |
| Naoki Nakamura                                                | Skocznia duża             | 122,0        | 107,1        | 26.          | 134,0                   | 128,6                  | 124,0                   | 112,3                  | 240,9 | 29.     | [ 90 ] [ 91 ] |
| Junshirō Kobayashi                                            | Skocznia duża             | 121,5        | 101,4        | 32.          | 130,0                   | 120,4                  | 134,0                   | 131,6                  | 252,0 | 24.     | [ 90 ] [ 91 ] |
| Sara Takanashi                                                | skocznia normalna kobiety | N/A          | N/A          | N/A          | 98,5                    | 108,7                  | 100,0                   | 115,4                  | 224,1 | 4.      | [ 92 ]        |
| Yūki Itō                                                      | skocznia normalna kobiety | N/A          | N/A          | N/A          | 94,0                    | 95,5                   | 82,0                    | 81,2                   | 176,7 | 13.     | [ 92 ]        |
| Yūka Setō                                                     | skocznia normalna kobiety | N/A          | N/A          | N/A          | 94,5                    | 94,6                   | 83,5                    | 81,9                   | 176,5 | 14.     | [ 92 ]        |
| Kaori Iwabuchi                                                | skocznia normalna kobiety | N/A          | N/A          | N/A          | 94,5                    | 94,8                   | 83,0                    | 74,8                   | 169,6 | 18.     | [ 92 ]        |
| Yukiya Satō Naoki Nakamura Junshirō Kobayashi Ryōyū Kobayashi | Konkurs drużynowy         | N/A          | N/A          | N/A          | 126,0 124,5 128,5 134,0 | 110,8 96,6 105,1 126,0 | 124,0 122,0 120,0 132,5 | 114,9 97,8 99,0 132,6  | 882,8 | 5.      | [ 93 ]        |
| Sara Takanashi Yukiya Satō Yūki Itō Ryōyū Kobayashi           | Konkurs drużyn mieszanych | N/A          | N/A          | N/A          | DSQ 99,5 93,0 102,5     | 0,0 122,9 106,9 130,1  | 98,5 100,5 88,0 106,0   | 118,9 122,7 97,3 137,5 | 836,3 | 4.      | [ 94 ]        |

### Snowboarding
Big Air
| Zawodnik         | Konkurencja | Kwalifikacje | Kwalifikacje | Kwalifikacje | Kwalifikacje | Finał   | Finał      | Finał      | Finał      | Finał  | Pozycja | Źródło        |
| Zawodnik         | Konkurencja | Przejazd 1   | Przejazd 2   | Przejazd 3   | Wynik        | Miejsce | Przejazd 1 | Przejazd 2 | Przejazd 3 | wynik  | Pozycja | Źródło        |
| ---------------- | ----------- | ------------ | ------------ | ------------ | ------------ | ------- | ---------- | ---------- | ---------- | ------ | ------- | ------------- |
| Takeru Otsuka    | mężczyźni   | 68,50        | 75,50        | 91,50        | 160,00       | 2.      | 17,25      | 95,00      | 33,75      | 128,75 | 9.      | [ 95 ] [ 96 ] |
| Hiroaki Kunitake | mężczyźni   | 83,75        | 61,50        | 74,50        | 158,25       | 4.      | 82,25      | 50,25      | 84,00      | 166,25 | 4.      | [ 95 ] [ 96 ] |
| Kaito Hamada     | mężczyźni   | 80,75        | 41,75        | 55,75        | 136,50       | 15.     | NQ         | NQ         | NQ         | NQ     | 15.     | [ 95 ] [ 96 ] |
| Ruki Tobita      | mężczyźni   | 25,75        | 16,25        | 20,25        | 46,00        | 29.     | NQ         | NQ         | NQ         | NQ     | 29.     | [ 95 ] [ 96 ] |
| Kokomo Murase    | kobiety     | 85,00        | 72,75        | 86,00        | 171,00       | 2.      | 80,00      | 91,50      | 12,00      | 171,50 | brąz    | [ 97 ] [ 98 ] |
| Reira Iwabuchi   | kobiety     | 83,00        | 75,50        | 11,75        | 158,50       | 3.      | 83,75      | 82,25      | 37,00      | 166,00 | 4.      | [ 97 ] [ 98 ] |
| Miyabi Onitsuka  | kobiety     | 80,75        | 72,25        | 73,50        | 154,25       | 5.      | 9,50       | 54,50      | 10,75      | 65,25  | 11.     | [ 97 ] [ 98 ] |

Halfpipe, Slopestyle
| Zawodnik        | Konkurencja         | Kwalifikacje | Kwalifikacje | Kwalifikacje | Kwalifikacje | Finał   | Finał   | Finał   | Finał  | Finał   | Źródło          |
| Zawodnik        | Konkurencja         | Zjazd 1      | Zjazd 2      | Wynik        | Miejsce      | Zjazd 1 | Zjazd 2 | Zjazd 3 | wynik  | Pozycja | Źródło          |
| --------------- | ------------------- | ------------ | ------------ | ------------ | ------------ | ------- | ------- | ------- | ------ | ------- | --------------- |
| Ayumu Hirano    | halfpipe mężczyzn   | 87,25        | 93,25        | 93,25        | 1.           | 33,75   | 91,75   | 96,00   | 96,00  | złoto   | [ 99 ] [ 100 ]  |
| Ruka Hirano     | halfpipe mężczyzn   | 80,75        | 87,00        | 87,00        | 3.           | 13,00   | 11,75   | 9,25    | 13,00  | 12.     | [ 99 ] [ 100 ]  |
| Yūto Totsuka    | halfpipe mężczyzn   | 84,50        | 12,00        | 84,50        | 6.           | 62,00   | 69,75   | 26,50   | 69,75  | 10.     | [ 99 ] [ 100 ]  |
| Kaishu Hirano   | halfpipe mężczyzn   | 74,75        | 77,25        | 77,25        | 9.           | 75,50   | 37,75   | 15,75   | '75,50 | 9.      | [ 99 ] [ 100 ]  |
| Mitsuki Ono     | halfpipe kobiet     | 79,50        | 83,75        | 83,75        | 2.           | 71,50   | 25,50   | 29,00   | 71,50  | 9.      | [ 101 ] [ 102 ] |
| Sena Tomita     | halfpipe kobiet     | 75,75        | 52,00        | 75,75        | 5.           | 86,00   | 88,25   | 9,25    | 88,25  | brąz    | [ 101 ] [ 102 ] |
| Ruki Tomita     | halfpipe kobiet     | 74,25        | 66,25        | 74,25        | 6.           | 16,50   | 19,75   | 80,50   | 80,50  | 5.      | [ 101 ] [ 102 ] |
| Kurumi Imai     | halfpipe kobiet     | 54,75        | 49,75        | 54,75        | 15.          | NQ      | NQ      | NQ      | NQ     | 15.     | [ 101 ] [ 102 ] |
| Takeru Otsuka   | slopestyle mężczyzn | 32,93        | 74,93        | 74,93        | 6.           | 52,75   | 50,58   | 52,80   | 52,80  | 10.     | [ 103 ] [ 104 ] |
| Kaito Hamada    | slopestyle mężczyzn | 56,06        | 67,45        | 67,45        | 12.          | 25,90   | 15,91   | 59,36   | 59,36  | 8.      | [ 103 ] [ 104 ] |
| Ruki Tobita     | slopestyle mężczyzn | 29,23        | 56,58        | 56,58        | 19.          | NQ      | NQ      | NQ      | NQ     | 19.     | [ 103 ] [ 104 ] |
| Kokomo Murase   | slopestyle kobiet   | 74,95        | 81,45        | 81,45        | 2.           | 48,50   | 49,05   | 48,00   | '49,05 | 10.     | [ 105 ] [ 106 ] |
| Reira Iwabuchi  | slopestyle kobiet   | 48,51        | 67,00        | 67,00        | 11.          | 75,60   | 80,03   | 46,15   | 80,03  | 5.      | [ 105 ] [ 106 ] |
| Miyabi Onitsuka | slopestyle kobiet   | 42,60        | 46,58        | 46,58        | 19.          | NQ      | NQ      | NQ      | NQ     | 19.     | [ 105 ] [ 106 ] |

Cross
| Konkurencja      | Zawodnik  | Rozstawienie | Rozstawienie | 1/8 finału | Ćwierćfinał | Półfinał | Finał   | Finał   | Źródło                          |
| Konkurencja      | Zawodnik  | Czas         | Miejsce      | Pozycja    | Pozycja     | Pozycja  | Pozycja | Miejsce | Źródło                          |
| ---------------- | --------- | ------------ | ------------ | ---------- | ----------- | -------- | ------- | ------- | ------------------------------- |
| Yoshiki Takahara | cross (m) | 1:19,16      | 23.          | 1.         | DNF         | NQ       | NQ      | 13.     | [ 107 ] [ 108 ] [ 109 ]         |
| Yuka Nakamura    | cross (k) | DNS          | DNS          | DNS        | DNS         | DNS      | DNS     | DNS     | [ 110 ] [ 111 ] [ 112 ] [ 113 ] |

Slalom równoległy
| Zawodnik        | Konkurencja           | Rozstawienie | Rozstawienie | 1/8 finału         | Ćwierćfinał     | Półfinał        | Finał           | Finał   | Źródło                  |
| Zawodnik        | Konkurencja           | Czas         | Miejsce      | Przeciwnik Czas    | Przeciwnik Czas | Przeciwnik Czas | Przeciwnik Czas | Miejsce | Źródło                  |
| --------------- | --------------------- | ------------ | ------------ | ------------------ | --------------- | --------------- | --------------- | ------- | ----------------------- |
| Tsubaki Miki    | slalom równoległy (k) | 1:27,15      | 3.           | Kotnik P (DNF)     | NQ              | NQ              | NQ              | 9.      | [ 114 ] [ 115 ] [ 116 ] |
| Tomoka Takeuchi | slalom równoległy (k) | 1:28,83      | 15.          | Hofmeister P (DNF) | NQ              | NQ              | NQ              | 15.     | [ 114 ] [ 115 ] [ 116 ] |